# 宏觀調控
宏觀調控（簡稱宏調）為中國大陸專用的經濟名詞，是政府實施的政策措施以調節市場經濟的運行。在市場經濟中，商品和服務的供給和需求是受價格規律及自由市場機制所影響。市場經濟帶來經濟增長，但會引發通貨膨脹，而高潮後所跟隨的衰退卻使經濟停滯甚至倒退，這種周期波動對社會資源及生產力都構成嚴重影響。所以宏觀調控是着重以整體社會的經濟運作，透過人為調節供應與需求。

## 中華人民共和國的宏觀調控
中華人民共和國政府在2005年前共進行了3次宏觀調控：首次在1992年鄧小平南巡以後推行；第二次在1996年亞洲金融危機前；第三次的宏觀調控於2004年年初開始。

## 宏調工具
- 準備金比例
- 消費稅
- 印花稅
- 立法及行政手段
- 打房
- 限韩令